# Basisbandübertragung
Unter einer Basisbandübertragung wird in der Nachrichtentechnik die Übertragung eines Zeitsignals in jenem Frequenzbereich verstanden, welches das Zeitsignal als Frequenzspektrum aufweist. Dieses Frequenzspektrum wird dann auch als Basisband bezeichnet. Bei digitalen Übertragungen kann durch die Leitungscodierung Einfluss auf die Eigenschaften des übertragenen Frequenzspektrums im Basisband genommen werden.
Eine Basisbandübertragung weist unter anderem folgende Eigenschaften auf:
- Geringer Realisierungsaufwand.
- Gegebenenfalls wird ein Gleichanteil mit übertragen. Bei elektrischen Übertragungsmedien bedeutet dies, dass eine direkte galvanische Kopplung zwischen Sender und Empfänger existieren muss.
- Die meisten Übertragungskanäle sind nicht zur Basisbandübertragung geeignet. In diesen Fällen wird mittels bestimmter Modulationsverfahren eine Verschiebung des Basisbandes in andere Frequenzbereiche vorgenommen.
- Eine Mehrfachausnutzung des Übertragungsmediums kann bei Basisbandübertragung nur durch Zeitmultiplexverfahren erfolgen.

Anwendungsbeispiele sind der analoge Telefonanschluss oder die Ethernet-Technik.